# 叔青
叔青（?—?），中国春秋时期鲁国的大夫，他是叔弓的玄孙、定伯阅曾孙、西巷敬叔之孙、叔還之子。
前476年（鲁哀公十九年、周敬王四十四年）冬，周敬王驾崩，叔青到京师洛邑去会葬。前472年（鲁哀公二十三年、越王勾践二十五年）秋八月，叔青到越国，为鲁国第一次出使越国。越国的诸鞅来鲁国聘问，回聘叔青的访问。